# Öppna landskap (musikalbum)
Öppna landskap är ett samlingsalbum av Ulf Lundell som gavs ut 20 november 1995 i samband med att Vargmåne (Lundells debutalbum) fyllde 20 år. Samlingsalbumet har sålt platina. Samma dag släpptes även Slutna rum. Medan Öppna landskap innehåller de största hitsen består Slutna rum av lite obskyrare låtar.

## Låtlista
1. Jag hade en älskling en gång
2. Snön faller och vi med den
3. Jag går på promenaden
4. Snart kommer änglarna att landa
5. Kärleken förde oss samman
6. Aldrig nånsin din clown
7. Glad igen
8. Den vassa eggen
9. Stort steg
10. När jag kysser havet
11. Sextisju, sextisju
12. Danielas hus
13. Evangeline
14. I kvinnors ögon
15. Rött
16. Isabella
17. Öppna landskap
18. Stockholms city
19. Och går en stund på jorden
20. Lycklig, lycklig
21. Kär och galen
22. Rialto
23. Hon gör mej galen
24. Rom i regnet
25. (Oh la la) Jag vill ha dej
26. Sanna (Nyårsafton Åre 1983)
27. Stackars Jack
28. Skyll på stjärnorna
29. Lejon på Gotland
30. Chans
31. Älskling

## Slutna rum

### Låtlista
1. Halvvägs till havet
2. Gå upp på klippan
3. I dina slutna rum
4. Främmande stad
5. Måne över Haväng
6. En fri man i stan
7. Maria kom tillbaka
8. Natt
9. Kärlekens hundar
10. Herrarna
11. Ryggen fri
12. Tre bröder
13. Aldrig så ensam
14. Kid
15. Mellan hägg och syren
16. Gammal Dodge
17. Inte ett ont ord
18. Bente
19. Kyssar och smek
20. Nådens år
21. Vänd dej inte om
22. Älskad igen
23. För dom som älskar
24. Gruva
25. Desperado
26. Laglös
27. Ute på vägen igen
28. Ut ur mörkret

## Listplaceringar

### Slutna rum
| Lista (1995-1996) | Topplacering |
| ----------------- | ------------ |
| Sverige           | 13           |

### Öppna landskap
| Lista (1995-1996) | Topplacering |
| ----------------- | ------------ |
| Sverige           | 3            |